# USS Croaker (SS-246)
USS Croaker (SS-246) – amerykański okręt podwodny typu Gato, pierwszego masowo produkowanego wojennego typu amerykańskich okrętów podwodnych. W trakcie wojny podwodnej na Pacyfiku przeprowadził 6 patroli bojowych w trakcie których zatopił japońskie jednostki o łącznej pojemności 19 710 ton (w tym lekki krążownik „Nagara”). Obecnie okręt-muzeum na terenie Buffalo and Erie County Naval & Military Park w stanie Nowy Jork.